# Hypostomus plecostomus
Hypostomus plecostomus — вид прісноводних риб з роду Hypostomus родини Лорікарієві ряду сомоподібні. Поширений у басейні р. Амазонка, тримають також в акваріумах.

## Опис
Сягає 50 см завдовжки (в акваріумі — до 30 см). Голова велика, що стає більшою з віком. Очі маленькі, високо посаджені на голові. На очах є мембрана, що схожа на діафрагму мікроскопа чи фотоапарата, яка дозволяє керувати рівнем освітлення ока — вдень закриває майже все око, а вночі поступово розкривається. Тулуб подовжений, вкрито 4 рядками кісткових пластин. Нижня частина і черево позбавлені пластинок. Перший промінь спинного і грудних плавців з гострими шипиками. Спинний, грудні та хвостовий плавці добре розвинені. Спинний плавець високий, довгий (з 1 жорсткого та 7 м'яких променів) та красивий. Анальний плавець складається з 1 жорсткого та 3-5 м'яких променів. Хвостовий плавець місяцеподібний, нижня лопать довша.
Забарвлення сіро-коричневе або коричневе із зеленуватим відтінком. Тулуб вкрито візерунком, зо складається з темних плям і смуг. Є альбіносна та ряба форми. Самці яскравіше за самиць.

## Спосіб життя
Є демерсальною рибою. Доволі витривала і стійка риба. Полохлива риба, при переляку закопується до ґрунту. Вдень ховається під корчами або у печерках. Активна в присмерку та вночі. Значний час може проводити, пересуваючись (наче пластун) між рослинами та укриттями. Живиться переважно водоростевими обростаннями (60 %), а також дрібними ракоподібними. Також хапають рештки деревину, яка необхідна цій риби для кращого травлення.
Статева зрілість настає у 3 роки. Самиця відкладає ікру в якихось укриттях, зокрема печерах та поглибленнях. Самець охороняє кладку, а потім піклується про мальків. Зростання відбувається швидко.
Тривалість життя становить 12 років.

## Розповсюдження
Мешкає у басейні річки Амазонка, а також річках Гаяни, Суринаму і Французької Гвіани, о. Тринідад. Культивується у ставках Гонконгу та Сингапуру.

## Утримання в акваріумах
Для утримання потрібен великий акваріум від 200 літрів. Активний вночі. Сумісний з будь-якими миролюбними рибами, які тримаються у середніх і верхніх шарах води. Основу раціону повинні складати рослинні корми або їх замінники. Параметри води — температура 22-26 °C, pH близько 7, твердість до 20°.